# Grundmann-Aldehyd-Synthese
Die Grundmann-Aldehyd-Synthese ist eine Namensreaktion der Organischen Chemie und wurde 1936 von dem deutschen Chemiker Christoph Grundmann (1908–2003) entdeckt. Es handelt sich hierbei um die Synthese von Aldehyden aus Carbonsäurechloriden mit derselben Kettenlänge.

## Übersichtsreaktion
Zunächst wird das Carbonsäurechlorid mit einem Überschuss an Diazomethan versetzt, was zur Bildung eines Diazoketons mit der Strukturformel R–CO–CHN2 führt. Durch Wärmezufuhr und die Zugabe einer organischen Säure wie Essigsäure wird das Diazoketon zum Acetoxyketon R–CO–CH2–OOC–CH3 umgewandelt. Nach weiterer Reduktion mit Aluminium-isopropylat und anschließender Hydrolyse erhält man ein Glycol, der durch das Bleitetraacetat zum Aldehyd mit derselben Kettenlänge wie das eingesetzte Carbonsäurechlorid gespalten wird.
Wenn langkettige, ungesättigte Fettsäuren vorliegen, können diese durch die Grundmann-Aldehyd-Synthese zu besonders reinen Aldehyden umgewandelt werden.

## Mechanismus
Ein möglicher Mechanismus kann am Beispiel der Synthese von Acetaldehyd (Ethanal) aus Acetylchlorid (Essigsäurechlorid) veranschaulicht werden. Zuerst greift das Diazomethan das Carbonyl-Kohlenstoffatom des Acetylchlorids 1 nukleophil an, sodass ein Diazoniumsalz 2 entsteht. Im nächsten Schritt wird Essigsäure dazugegeben. Das Chlorid-Ion greift das Wasserstoffatom der Essigsäure an und wird als Chlorwasserstoff abgespalten. Es bleibt ein Methyldiazonium-Kation und ein Acetat-Anion zurück. Durch den nukleophilen Angriff des negativ geladenen Sauerstoffatoms des Anions am α-Kohlenstoffatom des Kations wird Stickstoff abgespalten und es entsteht ein Acetoxypropan-2-on 3. Mit der Zugabe von Aluminiumtriisopropylat wird die Meerwein-Ponndorf-Verley-Reduktion eingeleitet, bei der ein großer Aluminium-Komplex mit 3 entsteht und schließlich 1,2-Propylenglycol (1,2-Propandiol) 4 gebildet wird. Danach verläuft die Criegee-Glycol-Oxidation, d. h. das 1,2-Propylenglycol wird mit Bleitetraacetat versetzt und reagiert über ein Blei-Komplex zu Acetaldehyd 5. Dabei werden Essigsäure, Kohlenstoffmonoxid und Blei(II)-acetat abgeschieden.
Die Abkürzungen Ac und iPr in der Graphik oben bezeichnen den Acetyl- und Isopropylrest.

## Praktische Bedeutung
Die Grundmann-Aldehyd-Synthese ist ein reines Laborverfahren. Wegen der Bildung stöchiometrischer Mengen mehrerer – teils giftiger –  Abfallstoffe ist die Atomökonomie der Methode so schlecht, dass niemand eine technische Synthese für Aldehyde basierend auf dieser Reaktion realisiert.